# فيهتي

شعار فيهتي

موقع فيهتي

فيهتي (بالفنلندية: Vihti؛ بالسويدية: Vichtis) مدينة فنلندية تقع في إقليم أوسيما جنوبي البلاد، تبعد ما يقرب من 50 كيلومتراً شمال غرب العاصمة هلسنكي. يبلغ عدد قاطنيها 28.193 ساكن، ويغطي نطاقها البلدي مساحة 567.08 كم² منها 45.02 كم² من المياه. وتبلغ الكثافة السكانية 53.63 نسمة/كم².

## التاريخ
يعود أول ذكر لفيهتي في وثيقة تاريخية إلى العام 1433. تأسست رعية فيهتي في سنة 1507. عـُين أول خوري للرعية المستقلة يوم 24 أغسطس 1507 في كنيسة مكرسة القديسة بريجيت. من أربعة عشرة كنيسة قروسطية في إقليم أوسيما دُمرت فقط كنيسة القديسة بريجيت. تأسست مدينة فيهتي في عام 1867. أصل اسم «فيهتي» غير مؤكد، ولكن نظرية تشير إلى أنه نشأ من كلمة جرمانية تعني ساحرة.

## الجغرافيا
يوجد في فيهتي نحو 100 بحيرة، أكبرها تسمى هيدنفيسي وإنايارفي. تغطي الغابات معظم المساحة الكلية. على ضفاف بحيرات المدينة الكثيرة هناك العديد الإقامات الصيفية، وهي منطقة ترفيهية ذات شعبية بين سكان هلسنكي. لونا شعار فيهتي هما الأزرق والذهبي.

## الاقتصاد
أكثر من %70 من سكان البلدية تعمل في قطاع الخدمات. ولكونها تقع في منطقة العاصمة، هنالك عدد كبير من الركاب بين فيهتي وهلسنكي. استقرت في فيهتي شركات صناعية كثيرة. كشركة DICRO Oy المصنعة للإلكترونيات وهي إحدى أرباب العمل الرئيسيين، إلى جانب شركات الحراجة المحلية والمزارعين، يعمل نحو %3 في القطاع الزراعي، نظراً لأن لمناخ مؤات نسبياً.
يتجاوز الناتج القومي للفرد في فيهتي المتوسط الفنلندي.

## توأمة
لفيهتي اتفاقيات توأمة مع:
- نورتليه

## وصلات خارجية
- بلدية فيهتي – الموقع الرسمي